# باشگاه فوتبال بالی یونایتد
باشگاه فوتبال بالی یونایتد (انگلیسی: Bali United F.C.) یک باشگاه فوتبال در استان بالی، و کشور اندونزی است.
این باشگاه که در سال ۱۹۸۹ تأسیس شده سابقه یک قهرمانی در سوپر لیگ فوتبال اندونزی را در کارنامه جام‌های خود دارد.